# عبدالسالم جمشید
عبدالسالم جمشید (زادهٔ ۱۹۸۱) یک دروازه‌بان فوتبال اهل افغانستان است.
از تیم‌هایی که در آن بازی کرده‌است می‌توان به تیم ملی فوتبال افغانستان اشاره کرد.